# 忘れな草 (ゲーム)
『忘れな草』（わすれなぐさ）は、2000年にProject-μから発売されたパソコン用アダルトゲーム。同社の第2作。ゲームジャンルとしてはビジュアルノベルに属している。現在、ブランドが解散しており、パッケージ版・ダウンロード版ともに販売を終了している。

## ゲーム概要
本作は伝奇・伝承を物語に組み込んだビジュアルノベルの一種である。画像を背景に据え画面全体にテキストを表示する形式であるが、それまでのビジュアルノベルとは演出上の大きな違いがあり、ノヴェルシアターと銘打たれている。文章の大きさ、消え方、出現位置などが多様な変化を見せ、キャラクターの心情を表現するのに大きな役割を果たしており、画面の演出でも波紋やぼかし、画面スクロールなどが使われている。また、キャラクターの立ち絵が正面だけでなく、状況に合わせて背面、側面、胴体部分だけと使い分けられている。
既読スキップはないが、Ctrlキーを押し続ける事によって、もしくはEndキーを一度押せば自動で文章を送ることが出来る。文章を消したい場合はSpaceキーを使う。本ゲームには音楽鑑賞モードにおいて3つの曲で曲名が一致していない不具合があるが、修正パッチで対応可能。
ディスクレス起動不可。

## 物語
主人公であるソラは大学卒業後、これといった目的もなくフリーターをしていた。ある日、ソラの元に同窓会の知らせが届く。卒業したのは十数年前である。その知らせには差出人の名前がなかった。大方、ガキ大将だったカイトあたりの仕業だろうと思い、差出人については詮索しない事にした。
ソラの故郷は廃村寸前の村で、小さな分校があった。ソラが卒業する前に分校は廃校となり、村そのものが隣村と合併されることになった。村の子供達は、それと同時に隣村の学校に通うことが決まっていたが、ソラだけが両親の仕事の都合で村を離れることになった。その時以来、村には帰っていない。手紙によれば、村の再開発が始まるらしく、分校も取り壊されるという。そのため差出人は、思い出の分校で、最後の生徒達で同窓会をしたいのだという。
ソラは同窓会のためとはいえ、現実から逃避するために故郷へと赴く。同窓会の当日までまだ日数があるため、亡くなった祖父が住んでいた家に宿泊する。かつての友人達とも再会を果たしたソラは、自分に好意を寄せてくるセナと共に、子供の頃に一緒に遊んだ炭焼き小屋にピクニックに行く。二人だけの秘密の場所だった。十数年前、ソラが村を出て行く当日、ここでセナと会う約束をしていた。しかし、その約束を果たさずにソラは村を出て行ってしまった。あの時、セナはずっと待ち続けていたのだという……。
……封印された記憶と人の想いが、現実を侵食し始める……

## 主な登場人物
ソラ
主人公。25歳の男性。身長174cm。体重62、3kg。大学卒業後、フリーターをしているモラトリアム青年。無口で内向的な性格。父親は著名な風土民俗学の学者。
セナ
メインヒロイン。25歳の女性。身長155cm。体重42、3kg。カイトの妹で、村役場の事務員。物静かで引っ込み思案なところのある女性。人と接するのが苦手で性格的に鈍いものの、裁縫や料理などは上手い。ソラが村を離れた日からしばらく、行方不明になっていた時期がある。本人はその辺りについて多くを語らない。
カエデ
26歳の女性。身長168cm。体重50kg前後。地元の名士の娘で、現在は父親の事業を手伝い、村の再開発に携わっている。おっとりしているが説教癖がある。
ナズナ
24歳の女性。身長162、3cm。体重47kg。村の診療所の一人娘で、地元の医科大学に通う学生。カズキとは姉妹のように仲が良い。怒りっぽく気が強い。
カイト
27歳の男性。身長187cm。体重84kg。セナの兄。腕っ節が強く、大雑把な性格。かつてはガキ大将的な存在だった。現在は運送会社に勤務している。
カズキ
23歳の男性。身長165、6cm。体重52、3kg。幼少の頃より体が病弱で医者にかかることが多かったため、診療所の一人娘であるナズナとは姉弟のように仲が良い。分校ではイジメの対象だった。
仮面の少女
その素性は一切が不明。一匹のミミズクと共に夜の鎮守の森や天通鏡の池などに出現する。

## 主要なキーワード
勿忘草（ワスレナグサ）
欧州原産の植物で中世ドイツの悲恋物語が名前の由来。花言葉は「真実の愛」「私を忘れないで下さい」。なお、エゾムラサキというワスレナグサ属で唯一の日本在来種もある。
勿忘ヶ原（ワスラジガハラ）
忘れな草が群生する場所。人の想いを叶えると同時に、人を呑み込む場所とも言われている。
上鷺村
主人公が生まれ育った物語の舞台となっている村。
鎮守の森
上鷺村を囲んでいる森。
天通鏡の池（アマツミノイケ）
隕石落下説のある池。
炭焼き小屋
プロパンガスの普及で炭が使われなくなり、そのまま放置されている小屋。幼少の頃、ソラとセナが学校の帰りによく遊びに来ていた。
シラサギヒメ
村に伝わる伝承。大概の場合、そのヒロインの女性を指す。禁忌を破ったため、花に姿を変えられたとも日の光の下で生きていけなくされたとも言われている。
大御座石（オミクライシ）
上鷺稲荷神社の御神体となっている丸石。神社に安置されているのは模造品で実物は行方不明になっている。
星祭
天原より、客神（マレガミ）を招き入れるという上鷺村古来の祭り。儀式そのものが隠蔽されているようで、年寄り連中の間ではこの話題に触れる事は禁忌となっている。人身御供が行われていたという説がある。
風土病
上鷺村近辺特有の風土病。現在はほとんど見られなくなった。

## 解説
- 本ゲームでは主にセナ、カエデ、ナズナの3ルートがあり、仮面の少女のルートがセナルートから派生する。2回以上プレイしていないと見られない結末や、現れない選択肢もあるので、繰り返しプレイする必要がある。各ルートは相互の繋がりは希薄で独立した話である。
- ある条件を満たすとシナリオ選択画面のセナの栞の色が青に変わり、仮面の少女のルートに行けるようになる。
- 全てのエンディング（バッドエンドも含む）を迎えた後で付録の『忘れなQ』というクイズをクリアすると、シナリオ選択画面のセナの栞の色がピンクに変化し、ゲームの統括エンドがあるセナ・トゥルールートに行けるようになる。ちなみにセナ・トゥルールートを始めるためには各ヒロインの専用栞ではなく、通常栞から始める必要がある。
- 物語の本質はゲームのタイトルからある程度予想できる通り、悲恋物語である。

## 製作スタッフ
- 脚本：砂斗あきら（髑髏伯爵）
- 原画：ひねもすのたり（ZAK）
- 音楽：有阪千尋

## 関連商品
Project-μの第5作にあたる「銀の蛇 黒の月」に『プロミューベスト35』という歴代作品の曲を収録したサウンドトラックが同梱されており、この中に「忘れな草」の曲が12曲収録されている。